# جنگ‌شاهی
جنگ‌شاهی (به انگلیسی: Jungshahi) یک شهر در پاکستان است که در ناحیه تهته واقع شده‌است.